# Sugar Ray
A Sugar Ray egy amerikai alternatív rock zenekar a kaliforniai Newport Beach városából.
Tagjai Orange megyében nőttek fel. Rodney Sheppard főbb reggae-zenekarban is játszott, illetve dolgozott a Good Charlotte későbbi dobosával, Dean Butterworth-szel is. Sheppard és Stan Frazier egy "The Tories" nevű együttesben játszottak. Hozzájuk csatlakozott Murphy Karges és Mark McGrath, akik "Shrinky Dinks"-re változtatták a nevet. Ezt az írásmódot "Shrinky Dinx"-re változtatták, mivel az ugyanilyen nevű játékszer készítője, a Milton Bradley Company perrel fenyegette őket. Szerződést kötöttek az Atlantic Records kiadóval, és Sugar Ray-re változtatták a nevüket.

## Tagok
- Mark McGrath - ének, gitár
- Rodney Sheppard - gitár, háttérvokál
- Murphy Karges - basszusgitár
- Stan Frazier - dob, gitár, háttérvokál
- Craig Bullock - DJ mixer

## Diszkográfia
| Kiadás dátuma    | Album címe                | Kiadó            |
| 1995. április 4. | Lemonade and Brownies     | Atlantic Records |
| 1997. június 24. | Floored                   | Atlantic Records |
| 1999. január 12. | 14:59                     | Atlantic Records |
| 2001. június 12. | Sugar Ray                 | Atlantic Records |
| 2003. június 3.  | In the Pursuit of Leisure | Atlantic Records |
| 2005. június 21. | The Best of Sugar Ray     | Atlantic Records |